# Collision inélastique

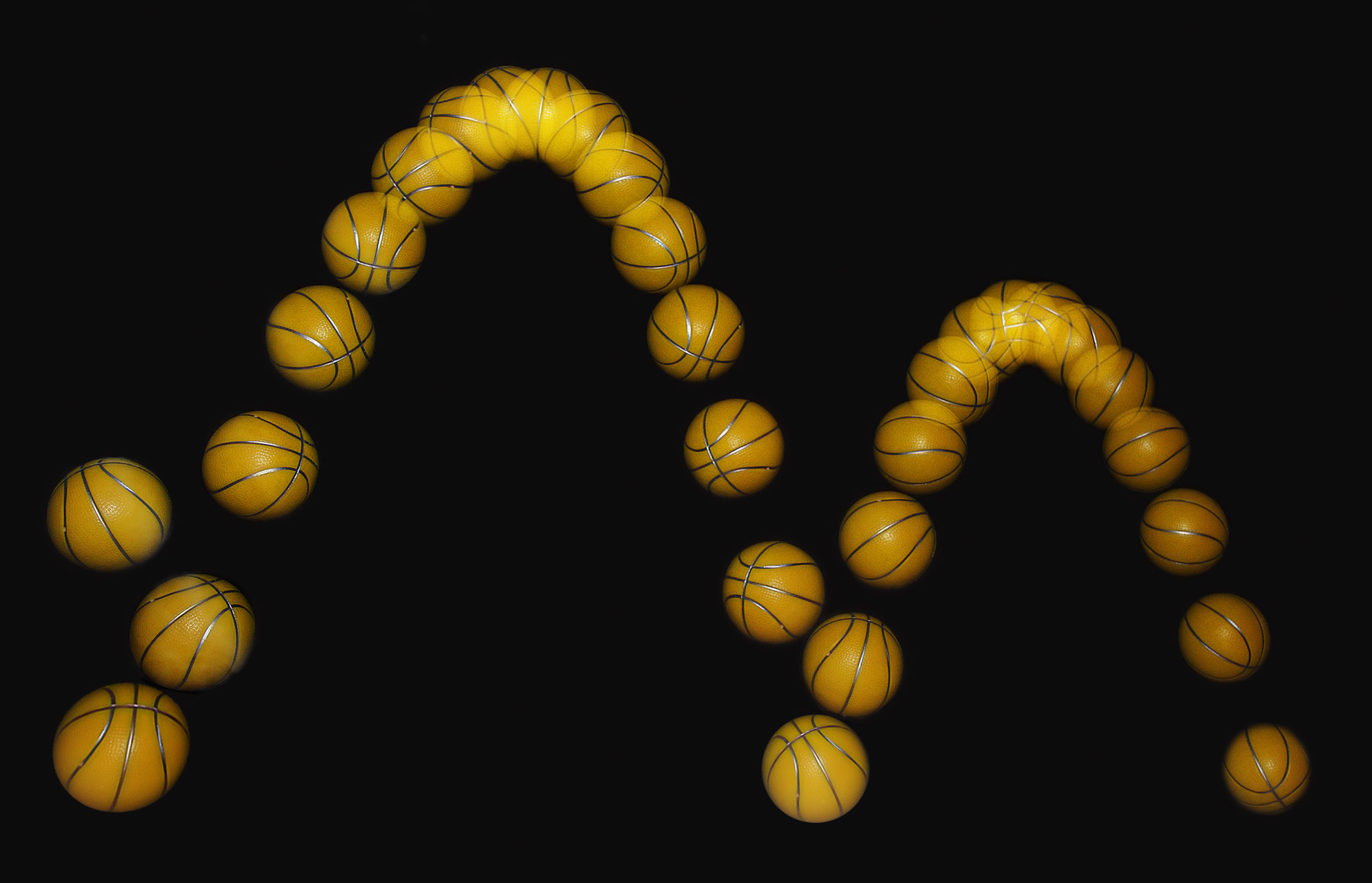
Un appareil-photo stroboscopique à 25 images par seconde a recueilli ces images d'une balle qui rebondit. Chaque choc de la balle est inélastique, une partie de son énergie cinétique est dissipée à chaque contact. Si la résistance de l'air est ignorée, la racine carrée du rapport de la hauteur d'un rebond à celle du rebond précédent donne le coefficient de restitution.

Une collision inélastique est une collision au cours de laquelle l'énergie cinétique des corps qui entrent en collision est totalement ou en partie convertie en énergie interne dans au moins un des corps. Ainsi, l'énergie cinétique n'est pas conservée.

## Détails
La non-conservation de l'énergie cinétique peut dans le cas d'un choc de corps macroscopiques être due à une déformation des deux corps qui se heurtent : la déformation d'une boule de pâte à modeler heurtant une boule de pétanque, par exemple, consomme de l'énergie sous forme de travail.
Dans des collisions de corps microscopiques, une partie de l’énergie cinétique peut être convertie en énergie vibrationnelle des atomes, ce qui crée l’effet de chaleur. Des collisions entre des molécules de gaz ou de liquides peuvent aussi être inélastiques grâce au changement de niveau d’énergie vibrationnelle et rotationnelle.
S'il n'y a pas conservation de l'énergie cinétique, il y a bien, comme pour toutes collisions, conservation de la norme du quadrivecteur impulsion-énergie du système.
En physique nucléaire, une collision inélastique est une collision dans laquelle une particule frappe un autre élément (particule ou noyau) en l'excitant ou en le transformant. La diffusion profondément inélastique est une méthode utilisée pour explorer la structure des particules subatomiques de façon similaire à celle qu'Ernest Rutherford utilisa pour explorer l’intérieur de l’atome. De telles expériences ont été effectuées sur des protons dans les années 1960 en se servant d'un faisceau d'électrons de haute énergie au Stanford Linear Accelerator (SLAC). Les expériences de diffusion profondément inélastique des électrons sur une cible de proton ont révélé que les charges dans les protons sont localisées dans des sous-particules, ce qui rappelle la diffusion de Rutherford qui montra que les charges dans un atome étaient concentrées dans le noyau.

## Catégories de chocs inélastiques
On distingue plusieurs types de collisions inélastiques:
- chocs inélastiques sans rebond :
  - chocs durs,
  - chocs mous ;
- chocs inélastiques avec rebond.

Contrairement à l'idée couramment répandue, un choc inélastique n'est pas forcément un choc mou.

## Formules
La somme des énergies cinétiques après la collision (noté avec un ' ci-dessous) n'est pas égale à la somme des énergies avant la collision entre un corps a et un corps b.

Eca + Ecb ≠Ec'a + Ec'b

La quantité de mouvement avant la collision est égale à la quantité de mouvement après la collision

pa + pb = p'a + p'b

## Formules mathématiques
Les formules pour les vitesses résultantes sur une dimension sont :
{\displaystyle v_{a}={\frac {C_{R}m_{b}(u_{b}-u_{a})+m_{a}u_{a}+m_{b}u_{b}}{m_{a}+m_{b}}}} 

{\displaystyle v_{b}={\frac {C_{R}m_{a}(u_{a}-u_{b})+m_{a}u_{a}+m_{b}u_{b}}{m_{a}+m_{b}}}}
où va est la vitesse du premier objet après impact
vb est la vitesse du second objet après impact
ua est la vitesse du premier objet avant impact
ub est la vitesse du second objet avant impact
ma est la masse du premier objet
mb est la masse du second objet
CR est le coefficient de restitution: 1 correspond à une collision élastique, 0 à une collision parfaitement inélastique.
Pour utiliser cette formule en dimension 2 (resp. 3), les vitesses à considérer sont les composantes projetées sur la droite perpendiculaire à la ligne tangente (resp. au plan tangent) au point de contact.